# Аренто, Иван Петрович
Иван Петрович Аренто (9 мая 1932, Канчалан, Дальневосточный край — 26 февраля 2017, Канчалан, Чукотский автономный округ) — бригадир оленеводческой бригады совхоза «Канчаланский» Чукотского производственного колхозно-совхозного управления Магаданской области, Герой Социалистического Труда (02.12.1963).

## Биография
Родился 9 мая 1932 года в селе Канчалан Анадырского района Чукотского национального округа в семье оленеводов. Рано осиротел: мать умерла при родах, отец через 10 лет после его рождения. Воспитывался родственниками. Окончил семилетнюю школу.
С 1948 года работал пастухом оленеводческой бригады колхоза «Заря». В 1954 году был назначен бригадиром комсомольско-молодежной бригады, но она по выходу телят и сохранности поголовья оказалась на последнем месте, и Аренто отстранили от руководства.
В 1959 году в результате объединения нескольких колхозов был создан совхоз «Канчаланский». Аренто снова назначили бригадиром, и он сразу получил хороший результат — по 95 телят на 100 важенок при сохранности маточного поголовья 99,4 %. Подобные показатели были и в дальнейшем. Поголовье оленей в бригаде превысило 3 тысячи голов, в том числе 55 % важенок.
Указом Президиума Верховного Совета СССР от 2 декабря 1963 года за достижение высоких производственных показателей в оленеводстве на протяжении многих лет и активное участие в распространении передового опыта среди оленеводов области присвоено звание Героя Социалистического Труда с вручением ордена Ленина и золотой медали «Серп и Молот».
В конце 1980-х годов перенес инсульт и вышел на пенсию. Переехал в село Канчалан (Анадырский район Чукотского автономного округа).
Умер 26 февраля 2017 года. Похоронен в Канчалане.
Член партии с 1960 года. Делегат XXIII съезда КПСС (1966).

## Награды
Награждён орденами Октябрьской Революции (06.09.1973), «Знак Почёта» (30.04.1966), медалями СССР, золотой медалью ВДНХ.

## Память
В Художественной мастерской Художественного Фонда РСФСР хранится портрет Аренто, написанный в то время, когда он ещё не был известным оленеводом.